# Версальди, Джузеппе
Джузеппе Версальди (итал. Giuseppe Versaldi; род. 30 июля 1943, Вилларбойт, королевство Италия) — итальянский кардинал, ватиканский куриальный сановник. Епископ Алессандрии с 4 апреля 2007 по 21 сентября 2011. Председатель Префектуры экономических дел Святого Престола с 21 сентября 2011 по 31 марта 2015. Префект Конгрегации католического образования и Великий канцлер Папского Григорианского университета с 31 марта 2015 по 5 июня 2022. Кардинал-дьякон с титулярной диаконией Сакро-Куоре-ди-Джезу-а-Кастро-Преторио с 18 февраля 2012 по 4 марта 2022. Кардинал-священник с титулярной диаконией pro hac vice Сакро-Куоре-ди-Джезу-а-Кастро-Преторио с 4 марта 2022.

## Ранние годы, образование и священство
Джузеппе Версальди родился в Вилларбойте, 30 июля 1943 года и был рукоположен во священника 29 июня 1967 года архиепископом Верчелли Альбино Мензой. Он был викарием в приходе Святого Спасителя в Верчелли и лидером общины в течение двух лет в высшей семинарской школе. В 1972 году он был отправлен в Рим, чтобы изучать психологию и каноническое право в Папском Григорианском университете, где он получил степень по психологии и доктора канонического права.
Версальди вернулся в Верчелли в 1976 году, ему было поручено открыть епархиальный центр консультирования семьи в той же епархии, где он стал директором, а впоследствии был назначен президентом Пьемонтской региональной ассоциации консультантов христианского вдохновения. В то же время он посещал курсы в Трибунале Римской Роты. Он получил юридическое образование в 1981 году, в Трибунале Римской Роты.

## Преподаватель и куриальный юрист
В 1977 году ему было поручено заботиться о приходе Ларицца в епархии. С 1980 года преподаёт в Папском Григорианском университете каноническое право и психологию, сохраняя при этом часть своей деятельности в епархии.
В 1985 году он был назначен референдарием Святым Престолом, в 1990 году избирателем, а в 2007 году членом Верховного Трибунала Апостольской Сигнатуры. Также Версальди является профессором антропологии в студии Римской Роты.
25 марта 1994 года он был назначен генеральным викарием Верчелли, тогдашнего архиепископа Тарчизио Бертоне, который с 2006 года служит Государственным секретарем Его Святейшества. Получил почётный сан — почётного прелата Его Святейшества.
Преемник архиепископа Бертоне, архиепископа Энрико Массерони, подтвердил полномочия генерального викария монсеньора Версальди.
С созданием фонда Музея Сокровищницы собора и капитульных архивов, он был назначен председателем от имени архиепископа, в дополнение к тому, член адреса Fondazione Cassa di risparmio di Vercelli.
В дополнение к своим академическим и пастырским обязанностям, монсеньор Версальди является автором многочисленных статей и книги о браке: «Христос модель супругов».

## Епископ
4 апреля 2007 года Папа Бенедикт XVI назначил его епископом города Алессандрия. Он был рукоположен в епископы 26 мая 2007 года, в соборе Верчелли. Рукополагал его архиепископ Верчелли Энрико Массерони, в качестве главного консекратора, а бывший епископ Алессандрии Фернандо Шарье и бывший епископ Фассано и Кунео Наталино Пескароло в качестве соконсекраторов. Он был интронизирован 10 июня.

## Крупный куриальный сановник
21 сентября 2011 года Папа Бенедикт XVI принял отставку кардинала Велазио Де Паолиса, представленную в связи с достижением канонического возраста отставки, председателя Префектуры экономических дел Святого Престола и назвал его преемником Джузеппе Версальди, до тех пор епископа Алессандрия, Италия, возведя его в то же время в сан архиепископа.

## Кардинал
6 января 2012 года было объявлено, что Папа римский Бенедикт XVI возведёт Джузеппе Версальди в сан кардинала на консистории 18 февраля 2012 года.
18 февраля 2012 года, в соборе Святого Петра состоялась консистория, на которой Джузеппе Версальди был возведён в сан кардинал-дьякона с титулярной диаконией Сакро-Куоре-ди-Джезу-а-Кастро-Преторио. На нового Князя Церкви была возложен кардинальская шапка и вручён кардинальский перстень.
Участник Конклава 2013 года.
31 марта 2015 года Папа Франциск принял отставку кардинала Зенона Грохолевского с поста префекта Конгрегации католического образования, его преемником стал кардинал Версальди, занимавший до это пост председателя Префектуры экономических дел Святого Престола.
4 марта 2022 года возведён в сан кардинала-священника с титулярной диаконией pro hac vice Сакро-Куоре-ди-Джезу-а-Кастро-Преторио
30 июля 2023 года кардиналу Версальди исполнилось 80 лет и он потерял право на участие в Конклавах.